# 本杰明·布拉德肖
本杰明·布拉德肖（英語：Benjamin Bradshaw，1879年8月15日—1960年4月19日），美国男子摔跤运动员。他曾代表美国参加1904年夏季奥林匹克运动会摔跤比赛，获得男子自由式羽量级金牌。